# Minas Novas
Minas Novas is een gemeente in de Braziliaanse deelstaat Minas Gerais. De gemeente telt 31.647 inwoners (schatting 2009).

## Aangrenzende gemeenten
De gemeente grenst aan Angelândia, Capelinha, Chapada do Norte, Leme do Prado, Novo Cruzeiro, Setubinha, Turmalina en Virgem da Lapa.

## Geboren
- Serafim Fernandes de Araújo (1924-2019), geestelijke, aartsbisschop van Belo Horizonte (1986-2004) en kardinaal